# هيو أدكوك
هيو أدكوك (بالإنجليزية: Hugh Adcock)‏، من مواليد 10 أبريل 1903، وتوفي بتاريخ 16 أكتوبر 1975 وعمره 72 عاماً، كان لاعب كرة قدم إنجليزي محترف، وكان يلعب مركز مهاجم، ولعب مع عدة أندية إنجليزية، ومنها نادي ليستر سيتي، انضم أدكوك للمنتخب الإنجليزي عام 1929، حيث لعب 5 مباريات، وسجل هدفاً وحيداً.